# GNU Data Language
GNU Data Language je programovací jazyk určený na analýzu dat, který je vyvíjený jako plně kompatibiliní a přitom svobodná alternativa k jazyku IDL. Licencován je pod GNU GPL a naprogramovaný je v C++ s pomocí knihovny wxWidgets. Odladěný je pro operační systémy Linux, Mac OS X, Solaris, POSIXové systémy a Microsoft Windows.
Mezi datové formáty, které podporuje, patří NetCDF, Hierarchický datový formát (HDF), GRIB, PNG, TIFF a DICOM. Grafický výstup je podporován do systému X Window System a do formátů PostScript a Scalable Vector Graphics.